# Augusta Holtz
Augusta Louise Holtz, nata Hoppe (Czarnków, 3 agosto 1871 – Florissant, 21 ottobre 1986), è stata una supercentenaria tedesca naturalizzata statunitense.
Fu la prima persona al mondo, la cui età sia documentata e ritenuta valida, a raggiungere i 115 anni. Fino al 1990, quando la sua età finale venne superata da Jeanne Calment (destinata a raggiungere i 122 anni, diventando la persona più longeva di sempre), rimase la persona più anziana di sempre al mondo. Attualmente occupa il 64º posto delle persone più longeve di ogni epoca, la cui età sia stata verificata. Con la sua età finale di 115 anni e 79 giorni, la Holtz è inoltre tuttora la persona di origini tedesche più longeva di tutti i tempi.

## Biografia
Augusta Hoppe nacque il 3 agosto 1871, terzogenita di Michael Hoppe (1839-1918) e sua moglie Wilhelmine Henriette Quade (1832-1922). Fu battezzata a Czarnków, nell'allora provincia prussiana della Posnania. I suoi genitori si erano sposati il 15 aprile 1866 sempre a Czarnków, come si può constatare dai registri ecclesiastici della parrocchia locale. Augusta aveva due sorelle maggiori e un fratello minore. Nel 1873 emigrò con la famiglia negli Stati Uniti. Suo padre era proprietario di una fattoria nei pressi di Troy, nell'Illinois. Nel 1900 Augusta sposò Edward Holtz (morto nel 1923), dal quale prese formalmente il cognome ed ebbe quattro figli (sopravvisse poi a due di loro). All'età di 109 anni, nel 1980, si trasferì al St. Sophia Geriatric Center a Florissant, nella Contea di St. Louis, nel Missouri, dove morì sei anni più tardi, a 115 anni e 79 giorni.

## Traguardi di longevità
Augusta Holtz divenne decana dell'umanità il 13 ottobre 1983, all'età di 112 anni, a seguito della morte della statunitense Emma Wilson; il 18 giugno 1985, all'età di 113 anni e 319 giorni, superò l'età finale della statunitense Eliza Underwood (1867-1981), divenendo la persona più longeva di sempre fino ad allora (ma all'epoca risultava ancora certificato il caso di Mathew Beard, invalidato nel 2023, per cui la Holtz batté il record storico di longevità umana allora riconosciuto soltanto il 13 marzo 1986); peraltro, prima della validazione dell'età della Underwood avvenuta nel novembre 2023, la persona con età verificata più longeva della storia prima di Augusta Holtz era ritenuta essere Fannie Thomas (1867-1981), deceduta a 113 anni e 273 giorni.